# Sissy Schwarz
Elisabeth (Sissy) Schwarz (Wenen, 19 mei 1936) is een voormalig Oostenrijks kunstschaatsster. Schwarz behaalde haar grootste successen samen met Kurt Oppelt; ze wonnen in 1956 alle drie de titeltoernooien.

## Belangrijke resultaten
| Kampioenschap | 1952 | 1953  | 1954   | 1955   | 1956 |
| ------------- | ---- | ----- | ------ | ------ | ---- |
| OS paren      | 9e   |       |        |        | Goud |
| WK paren      | 7e   | 6e    | Brons  | Zilver | Goud |
| EK paren      | 7e   | Brons | Zilver |        | Goud |
|               |      |       |        |        |      |
| OS vrouwen    | 19e  |       |        |        |      |
| EK vrouwen    |      | 9e    |        |        |      |